# Mistrzostwa Świata w Zapasach 1997
45. Mistrzostwa świata w zapasach 1997 w stylu klasycznym odbyły się w mieście Wrocław (Polska), a w stylu wolnym w mieście Krasnojarsk (Rosja). Kobiety rywalizowały w mieście Clermont-Ferrand (Francja).

## Tabela medalowa
| Lp. | Państwo           |   |   |   | Razem |
| --- | ----------------- | - | - | - | ----- |
| 1   | Rosja             | 5 | 3 | 2 | 10    |
| 2   | Turcja            | 3 | 2 | 0 | 5     |
| 3   | Francja           | 2 | 0 | 1 | 3     |
|     | Iran              | 2 | 0 | 1 | 3     |
| 5   | Stany Zjednoczone | 1 | 4 | 0 | 5     |
| 6   | Kuba              | 1 | 1 | 2 | 4     |
| 7   | Japonia           | 1 | 1 | 1 | 3     |
| 8   | Armenia           | 1 | 1 | 0 | 2     |
|     | Korea Południowa  | 1 | 1 | 0 | 2     |
| 10  | Polska            | 1 | 0 | 3 | 4     |
| 11  | Kanada            | 1 | 0 | 1 | 2     |
|     | Chiny             | 1 | 0 | 1 | 2     |
|     | Kazachstan        | 1 | 0 | 1 | 2     |
| 14  | Finlandia         | 1 | 0 | 0 | 1     |
| 15  | Niemcy            | 0 | 2 | 3 | 5     |
| 16  | Węgry             | 0 | 2 | 0 | 2     |
| 17  | Ukraina           | 0 | 1 | 1 | 2     |
| 18  | Białoruś          | 0 | 1 | 0 | 1     |
|     | Korea Północna    | 0 | 1 | 0 | 1     |
|     | Norwegia          | 0 | 1 | 0 | 1     |
|     | Uzbekistan        | 0 | 1 | 0 | 1     |
| 22  | Bułgaria          | 0 | 0 | 2 | 2     |
| 23  | Gruzja            | 0 | 0 | 1 | 1     |
|     | Rumunia           | 0 | 0 | 1 | 1     |
|     | Szwecja           | 0 | 0 | 1 | 1     |

## Medale

### Mężczyźni

#### Styl wolny
| Konkurencja |                             |                   |                  |
| ----------- | --------------------------- | ----------------- | ---------------- |
| 54 kg       | Wilfredo García             | Jin Ju-dong       | Mäulen Mamyrow   |
| 58 kg       | Mohammad Talaji             | Ramil Isłamow     | Gia Sissaouri    |
| 63 kg       | Abbas Hadżdż Kenari         | Cary Kolat        | Magomied Azizow  |
| 69 kg       | Arajik Geworkian            | Hwang Chang-ho    | Zaza Zazirow     |
| 76 kg       | Buwajsar Sajtijew           | Alexander Leipold | Mirosław Goczew  |
| 85 kg       | Les Gutches                 | Eldar Asanow      | Ali Reza Hejdari |
| 97 kg       | Kuramagomied Kuramagomiedow | Ahmet Doğu        | Eldar Kurtanidze |
| 130 kg      | Zekeriya Güçlü              | Alexis Rodríguez  | Dawid Musulbies  |

#### Styl klasyczny
| Konkurencja |                      |                      |                        |
| ----------- | -------------------- | -------------------- | ---------------------- |
| 54 kg       | Ercan Yıldız         | Wahan Dżuharian      | Alfred Ter-Mykyrtczian |
| 58 kg       | Jurij Mielniczenko   | Rafik Simonian       | Armen Nazarian         |
| 63 kg       | Şeref Eroğlu         | Nikołaj Monow        | Włodzimierz Zawadzki   |
| 69 kg       | Son Sang-pil         | Aleksandr Trietjakow | Ender Memet            |
| 76 kg       | Marko Yli-Hannuksela | Tamás Berzicza       | Filiberto Ascuy        |
| 85 kg       | Siergiej Cwir        | Hamza Yerlikaya      | Thomas Zander          |
| 97 kg       | Gogi Koguaszwili     | Anatolij Fiedorienko | Andrzej Wroński        |
| 130 kg      | Aleksandr Karielin   | Mihály Deák-Bárdos   | Héctor Milián          |

### Kobiety

#### Styl wolny
| Konkurencja |                    |                      |                          |
| ----------- | ------------------ | -------------------- | ------------------------ |
| 46 kg       | Zhong Xiu’e        | Mette Barlie         | Farah Touchi             |
| 51 kg       | Joanna Piasecka    | Shannon Williams     | Miho Adachi              |
| 56 kg       | Anna Gomis         | Mariko Shimizu       | Sara Eriksson            |
| 62 kg       | Lise Legrand       | Stéphanie Gross      | Małgorzata Bassa-Roguska |
| 68 kg       | Christine Vierling | Sandra Atsuko Bacher | Nina Englich             |
| 75 kg       | Kyōko Hamaguchi    | Kristie Marano       | Liu Dongfeng             |